# Gran Premio d'Australia 1993
Il Gran Premio d'Australia 1993 è stata la sedicesima e ultima prova della stagione 1993 del campionato mondiale di Formula 1. La gara si è disputata domenica 7 novembre 1993 sul circuito di Adelaide ed è stata vinta dal brasiliano Ayrton Senna su McLaren-Ford, al quarantunesimo e ultimo successo in carriera; Senna ha preceduto sotto la bandiera a scacchi i due piloti della Williams-Renault, il francese Alain Prost e il britannico Damon Hill.
Questo Gran Premio segna l'ultima gara in Formula 1 per Alain Prost, Riccardo Patrese e Derek Warwick.

## Qualifiche

### Resoconto
Per la prima volta nella stagione viene interrotto il dominio in qualifica della Williams: Ayrton Senna conquista la pole position precedendo Alain Prost e Damon Hill. Quarto è Michael Schumacher, seguito da Mika Häkkinen, Gerhard Berger, Jean Alesi, Martin Brundle, Riccardo Patrese e Aguri Suzuki. Per la Ford è la prima partenza al palo dal Gran Premio del Brasile 1983.

### Classifica
| Pos | No | Pilota             | Costruttore             | Tempo    | Distacco |
| --- | -- | ------------------ | ----------------------- | -------- | -------- |
| 1   | 8  | Ayrton Senna       | McLaren - Ford          | 1:13.371 |          |
| 2   | 2  | Alain Prost        | Williams - Renault      | 1:13.807 | +0.436   |
| 3   | 0  | Damon Hill         | Williams - Renault      | 1:13.826 | +0.455   |
| 4   | 5  | Michael Schumacher | Benetton - Ford         | 1:14.098 | +0.727   |
| 5   | 7  | Mika Häkkinen      | McLaren - Ford          | 1:14.106 | +0.735   |
| 6   | 28 | Gerhard Berger     | Ferrari                 | 1:14.194 | +0.823   |
| 7   | 27 | Jean Alesi         | Ferrari                 | 1:15.332 | +1.961   |
| 8   | 25 | Martin Brundle     | Ligier - Renault        | 1:16.022 | +2.651   |
| 9   | 6  | Riccardo Patrese   | Benetton - Ford         | 1:16.077 | +2.706   |
| 10  | 10 | Aguri Suzuki       | Footwork - Mugen-Honda  | 1:16.079 | +2.708   |
| 11  | 29 | Karl Wendlinger    | Sauber - Ilmor          | 1:16.106 | +2.735   |
| 12  | 30 | Jyrki Järvilehto   | Sauber - Ilmor          | 1:16.286 | +2.915   |
| 13  | 14 | Rubens Barrichello | Jordan - Hart           | 1:16.459 | +3.088   |
| 14  | 26 | Mark Blundell      | Ligier - Renault        | 1:16.469 | +3.098   |
| 15  | 4  | Andrea De Cesaris  | Tyrrell - Yamaha        | 1:16.892 | +3.521   |
| 16  | 24 | Pierluigi Martini  | Minardi - Ford          | 1:16.905 | +3.534   |
| 17  | 9  | Derek Warwick      | Footwork - Mugen-Honda  | 1:16.919 | +3.548   |
| 18  | 3  | Ukyo Katayama      | Tyrrell - Yamaha        | 1:17.018 | +3.647   |
| 19  | 15 | Eddie Irvine       | Jordan - Hart           | 1:17.341 | +3.970   |
| 20  | 12 | Johnny Herbert     | Lotus - Ford            | 1:17.450 | +4.079   |
| 21  | 20 | Érik Comas         | Larrousse - Lamborghini | 1:17.750 | +4.379   |
| 22  | 23 | Jean-Marc Gounon   | Minardi - Ford          | 1:17.754 | +4.383   |
| 23  | 11 | Pedro Lamy         | Lotus - Ford            | 1:19.369 | +5.998   |
| 24  | 19 | Toshio Suzuki      | Larrousse - Lamborghini | 1:21.793 | +8.422   |

## Gara

### Resoconto

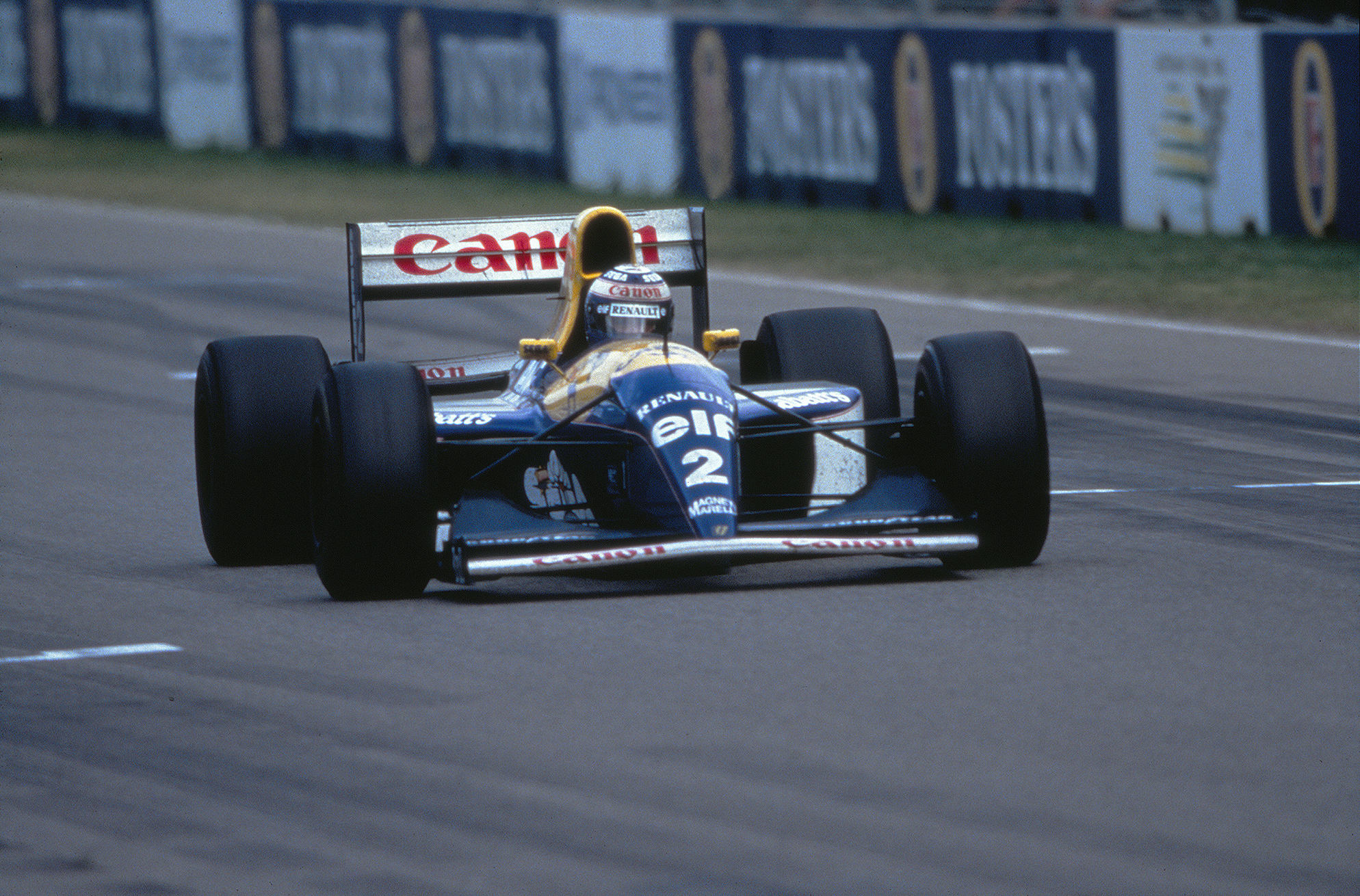
Alain Prost durante la gara

La procedura di partenza deve essere ripetuta tre volte, perché nei primi due tentativi le vetture di Katayama e Irvine rimangono ferme sulla griglia. Al via Senna mantiene il comando davanti a Prost, Hill, Schumacher, Berger, Brundle, Häkkinen e Alesi. Häkkinen passa subito nelle fasi iniziali Brundle, che sarà sorpassato anche da Alesi. Berger accusa un problema ai freni e viene passato prima da Häkkinen al 13º giro e poi da Alesi al 19°, tornata in cui il motore Ford lascia a piedi Schumacher. Al 27º giro invece si ritira Häkkinen per un problema ad una ruota. Senna intanto controlla la gara (seppur in difficoltà col motore Ford che tende a spegnersi sotto i 7000 giri) e precede i due rivali della Williams fino alla conclusione. Sul finire della gara, Hill va in testacoda nel tentativo di superare Prost, ma finisce ugualmente terzo dietro al francese, dato il grande vantaggio sul quarto. Chiudono la zona punti Alesi, Berger (problemi ai freni risolti durante la gara) e Brundle. Vincendo per la quinta volta nella stagione, Senna conquista il secondo posto nel Mondiale ai danni di Hill. Per il brasiliano, si tratta dell'ultima gara con la McLaren nonché dell'ultima vittoria in Formula 1, nonché ultimo podio e arrivo a punti proprio nel giorno dell'ultimo gran premio in carriera del suo grande rivale Alain Prost, il quale gli lascia per il 1994 la Williams (sulla quale Senna troverà la morte ad Imola); i due si stringono la mano sul podio, dopodiché Senna invita il rivale sul gradino più alto, abbracciandolo ed alzandogli il braccio, chiedendo al pubblico di omaggiarlo. Tale gesto segnò definitivamente la fine della Rivalità Prost-Senna, definita in seguito da Senna "la fine di un'era". 
Per la prima volta dal Gran Premio del Brasile 1992, vanno a punti entrambe le Ferrari.

### Classifica
| Pos | No | Pilota             | Costruttore             | Giri | Tempo/Ritiro                    | Partenza | Punti |
| --- | -- | ------------------ | ----------------------- | ---- | ------------------------------- | -------- | ----- |
| 1   | 8  | Ayrton Senna       | McLaren - Ford          | 79   | 1:43:27.476                     | 1        | 10    |
| 2   | 2  | Alain Prost        | Williams - Renault      | 79   | +9.259                          | 2        | 6     |
| 3   | 0  | Damon Hill         | Williams - Renault      | 79   | +33.902                         | 3        | 4     |
| 4   | 27 | Jean Alesi         | Ferrari                 | 78   | +1 giro                         | 7        | 3     |
| 5   | 28 | Gerhard Berger     | Ferrari                 | 78   | +1 giro                         | 6        | 2     |
| 6   | 25 | Martin Brundle     | Ligier - Renault        | 78   | +1 giro                         | 8        | 1     |
| 7   | 10 | Aguri Suzuki       | Footwork - Mugen-Honda  | 78   | +1 giro                         | 10       |       |
| 8   | 6  | Riccardo Patrese   | Benetton - Ford         | 77   | Pressione della benzina         | 9        |       |
| 9   | 26 | Mark Blundell      | Ligier - Renault        | 77   | +2 giri                         | 14       |       |
| 10  | 9  | Derek Warwick      | Footwork - Mugen-Honda  | 77   | +2 giri                         | 17       |       |
| 11  | 14 | Rubens Barrichello | Jordan - Hart           | 76   | +3 giri                         | 13       |       |
| 12  | 20 | Érik Comas         | Larrousse - Lamborghini | 76   | +3 giri                         | 21       |       |
| 13  | 4  | Andrea De Cesaris  | Tyrrell - Yamaha        | 75   | +4 giri                         | 15       |       |
| 14  | 19 | Toshio Suzuki      | Larrousse - Lamborghini | 74   | +5 giri                         | 24       |       |
| 15  | 29 | Karl Wendlinger    | Sauber - Ilmor          | 73   | Disco del freno/incidente       | 11       |       |
| Rit | 30 | Jyrki Järvilehto   | Sauber - Ilmor          | 56   | Acceleratore bloccato/incidente | 12       |       |
| Rit | 23 | Jean-Marc Gounon   | Minardi - Ford          | 34   | Uscita di pista                 | 22       |       |
| Rit | 7  | Mika Häkkinen      | McLaren - Ford          | 28   | Freni                           | 5        |       |
| Rit | 5  | Michael Schumacher | Benetton - Ford         | 19   | Motore                          | 4        |       |
| Rit | 3  | Ukyo Katayama      | Tyrrell - Yamaha        | 11   | Incidente                       | 18       |       |
| Rit | 15 | Eddie Irvine       | Jordan - Hart           | 10   | Incidente                       | 19       |       |
| Rit | 12 | Johnny Herbert     | Lotus - Ford            | 9    | Sospensioni                     | 20       |       |
| Rit | 24 | Pierluigi Martini  | Minardi - Ford          | 5    | Cambio                          | 16       |       |
| Rit | 11 | Pedro Lamy         | Lotus - Ford            | 0    | Incidente                       | 23       |       |

## Post gara
Com'era tradizione ad Adelaide, dopo la gara fu tenuto un concerto rock all'interno del Parco della Vittoria. L'artista del momento fu Tina Turner, che s'esibì promuovendo l'allora suo nuovo album What's Love Got to Do with It; il concerto fu gratuito per tutti coloro che erano già in possesso del biglietto della gara. Ad un certo punto sul palco, con grande sorpresa della cantante, fece capolino Ayrton Senna e la Turner l'omaggio cantando per la seconda volta in serata la sua hit Simply the Best.

## Classifiche

### Piloti
| Pos. | Pilota               | Punti |
| ---- | -------------------- | ----- |
| 1    | Alain Prost          | 99    |
| 2    | Ayrton Senna         | 73    |
| 3    | Damon Hill           | 69    |
| 4    | Michael Schumacher   | 52    |
| 5    | Riccardo Patrese     | 20    |
| 6    | Jean Alesi           | 16    |
| 7    | Martin Brundle       | 13    |
| 8    | Gerhard Berger       | 12    |
| 9    | Johnny Herbert       | 11    |
| 10   | Mark Blundell        | 10    |
| 11   | Michael Andretti     | 7     |
| 11   | Karl Wendlinger      | 7     |
| 13   | Christian Fittipaldi | 5     |
| 13   | Jyrki Järvilehto     | 5     |
| 15   | Mika Häkkinen        | 4     |
| 15   | Derek Warwick        | 4     |
| 17   | Philippe Alliot      | 2     |
| 17   | Rubens Barrichello   | 2     |
| 17   | Fabrizio Barbazza    | 2     |
| 20   | Alessandro Zanardi   | 1     |
| 20   | Érik Comas           | 1     |
| 20   | Eddie Irvine         | 1     |

### Costruttori
| Pos. | Team                    | Punti |
| ---- | ----------------------- | ----- |
| 1    | Williams - Renault      | 168   |
| 2    | McLaren - Ford          | 84    |
| 3    | Benetton - Ford         | 72    |
| 4    | Ferrari                 | 28    |
| 5    | Ligier - Renault        | 23    |
| 6    | Lotus - Ford            | 12    |
| 6    | Sauber - Ilmor          | 12    |
| 8    | Minardi - Ford          | 7     |
| 9    | Footwork - Mugen-Honda  | 4     |
| 10   | Larrousse - Lamborghini | 3     |
| 10   | Jordan - Hart           | 3     |